# 프로비덴시아 (칠레)
프로비덴시아(스페인어: Providencia)는 칠레 산티아고 수도주 산티아고 현의 코무나이다.